# Peter Joseph Wagner
Peter Joseph Wagner (* 14. August 1795 in Palatine, New York; † 13. September 1884 in Fort Plain, New York) war ein US-amerikanischer Jurist und Politiker. Zwischen 1839 und 1841 vertrat er den Bundesstaat New York im US-Repräsentantenhaus.

## Werdegang
Peter Joseph Wagner wurde ungefähr zwei Wochen nach dem Abschluss des Vertrags von Greenville in Wagners Hollow in der Town von Palatine im Montgomery County geboren und verbrachte dort die ersten Jahre. Die Familie zog dann 1805 nach Fort Plain. Dort schloss er seine Vorstudien ab. Er besuchte in den Jahren 1810 und 1811 die Fairfield Academy. 1816 graduierte er am Union College in Schenectady. Er studierte Jura. Seine Zulassung als Anwalt erhielt er im September 1819 und begann dann in Fort Plain zu praktizieren. Daneben arbeitete er in der Landwirtschaft und verfolgte Bankgeschäfte.
Im Jahr 1834 kandidierte er erfolglos für den 24. Kongress. Politisch gehörte er der Whig Party an. Bei den Kongresswahlen des Jahres 1838 für den 26. Kongress wurde er im 15. Wahlbezirk von New York in das US-Repräsentantenhaus in Washington, D.C. gewählt, wo er am 4. März 1839 die Nachfolge von John Edwards antrat. Er schied nach dem 3. März 1841 aus dem Kongress aus. Als Kongressabgeordneter hatte er den Vorsitz über das Committee on Expenditures im US-Kriegsministerium.
Nach seiner Kongresszeit ging er bis Mai 1873 in Fort Plain wieder seiner Tätigkeit als Anwalt nach, als er in den Ruhestand ging. Am 13. September 1884 verstarb er dort und wurde dann auf dem gleichnamigen Friedhof beigesetzt.